# Strażnica Straży Granicznej w Narewce
Strażnica Straży Granicznej w Narewce – nieistniejąca obecnie graniczna jednostka organizacyjna Straży Granicznej realizująca zadania bezpośrednio w ochronie granicy państwowej z Republiką Białoruską.

## Formowanie i zmiany organizacyjne
Strażnica Straży Granicznej w Narewce (Strażnica SG w Narewce) została utworzona 19 września 2001 roku w miejscowości Narewka, zarządzeniem Komendanta Głównego Straży Granicznej, w strukturach Podlaskiego Oddziału Straży Granicznej.
24 sierpnia 2005 roku funkcjonującą dotychczas strażnicę SG w Narewce przemianowano na placówkę Straży Granicznej.

## Ochrona granicy

### Strażnice sąsiednie
- Strażnica SG w Gródku ⇔ Strażnica SG w Białowieży – 19.09.2001 rok
- Strażnica SG w Michałowie ⇔ Strażnica SG w Białowieży – 19.10.2002 roku[3][1].